# Humilladero
Humilladero er en by og kommune i det sydlige Spanien i provinsen Málaga. Den har et indbyggertal på 3.360 (2024) indbyggere.